# Oedibasis karatavica
Oedibasis karatavica är en flockblommig växtart som beskrevs av Jevgenij Korovin. Oedibasis karatavica ingår i släktet Oedibasis och familjen flockblommiga växter. Inga underarter finns listade i Catalogue of Life.